# Rubin (microarquitectura)
Rubin és una microarquitectura per a GPU de Nvidia anunciada a Computex a Taipei el 2024 pel CEO Jensen Huang. Porta el nom de l'astrofísica Vera Rubin i constarà d'una GPU anomenada Rubin i una CPU anomenada Vera. Els xips seran fabricats per TSMC mitjançant un procés de 3 nm i utilitzaran memòria HBM4. Està previst que es produeixi en sèrie a finals de 2025 i estarà disponible per a la seva compra a principis de 2026. Nvidia està utilitzant les seves pròpies GPU Blackwell per accelerar el disseny de Vera i Rubin, així com el successor de Rubin, Feynman.

## Rubin Ultra
A Nvidia GTC 2025 es va anunciar que Rubin serà seguit per una arquitectura Rubin Ultra millorada el 2027. En efecte, serien dos dels nuclis de Rubin connectats entre si.

## Rendiment
S'afirma que Rubin té un rendiment de 50 petaflops a FP4 (matemàtiques de coma flotant de 4 bits, que s'utilitza sovint per a IA), augmentat de 20 petaflops a Blackwell, mentre que Rubin Ultra duplicarà el rendiment de Rubin amb 100 petaflops.